# Josef Leppelt
Josef Leppelt (ur. 19 marca 1900, zm. 26 listopada 1950 w Baden bei Wien) – austriacki sztangista. Dwukrotny olimpijczyk. Jedenasty w Paryżu 1924 i piąty w Amsterdamie 1928. Startował w kategorii ciężkiej powyżej 82,5 kg. Srebrny medalista mistrzostw świata w 1923 roku.
- Turniej w Paryżu 1924

Piętnasty w podrzucie, dziesiąty w rwaniu, dziesiąty w wyciskaniu, trzynasty w podrzucie jednorącz i drugi w rwaniu jednorącz. Łącznie uzyskał 455 kg. 
- Turniej w Amsterdamie 1928

Czwarty w podrzucie, pierwszy w rwaniu i piąty w wyciskaniu. Łącznie uzyskał 355 kg.